# Can Gallissà
|  | Per a altres significats, vegeu «Can Gallissà (Amer)». |

Can Gallissà o Casa Gallissà és un edifici a Lloret de Mar (la Selva) inclòs a l'Inventari del Patrimoni Arquitectònic de Catalunya. És un edifici entre mitgeres de quatre plantes que dona a la Plaça París, al carrer del Carme, al carrer Repartidor de Sant Isidre i al carrer del Castell. Aquesta casa fou encarregada per Joan Baptista Gallissà el 1887 al mestre d'obres Narcís Arnau. En el plànol original destaca la presència del que sembla una capella que finalment no es construí. La casa tenia dos patis avui desapareguts.

## Arquitectura
La façana és arrebossada i pintada de color rosa i blanc. Existeixen cornises amb diversos nivells de separació de plantes. Del carrer del Castell, a causa del desnivell, la casa té la planta baixa gairebé inserida com a soterrani.
La planta baixa consta de quatre grans obertures, aparadors i entrada del local comercial, que tenen per llinda bigues de ferro amb caragols visibles. Les obertures del primer pis són d'arc rebaixat i les dels pisos superiors, rectangulars. Les dues plantes presenten, a la façana de la plaça de París, una petita balconada en un cos d'edifici que emergeix uns centímetres de la resta de la façana amb un fals encoixinat. L'edifici està coronat per una cornisa motllurada amb un seguit de mènsules decorades. L'antiga façana principal consta d'una gran palma en forma de petxina que culmina el frontó.
L'estil d'aquesta casa es pot incloure en el Neoclassicisme, encara que amb una elegància sòbria i sense gaire ornamentació.